# Чалк, Альфред
Альфред Эрнест Чалк (англ. Alfred Ernest Chalk; 27 ноября 1874, Плэстоу, Западный Суссекс — 1954 год) — английский футболист, чемпион летних Олимпийских игр 1900.
На Играх 1900 в Париже Чалк входил в состав британской футбольной команды. Его сборная выиграла в единственном матче у Франции со счётом 4:0 и заняла первое место, выиграв золотые медали.